# 1970 en Italie
Chronologie de l'Italie
- 1966
- 1967
- 1968
- 1969
- 1970
- 1971
- 1972
- 1973
- 1974

Cette page concerne l'année 1970 du calendrier grégorien en Italie.

## Chronologie

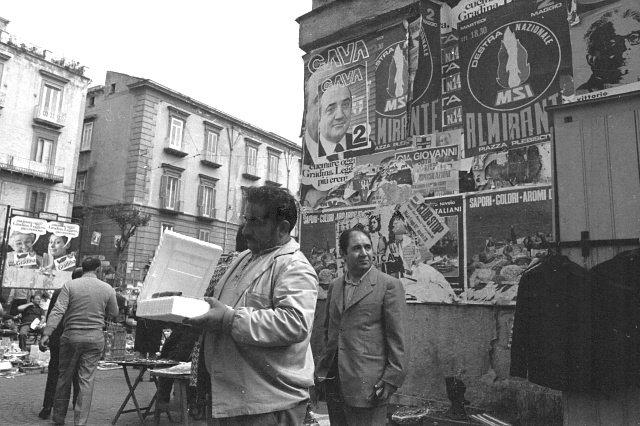
Affiches électorales à Naples (24 mai 1970)

- 9-11 janvier : congrès constitutif de Potere operaio à Florence[1].
- 28 janvier : la Chambre approuve la réforme régionale[1].

- 7 février : Mariano Rumor démissionne pour favoriser la formation d’un gouvernement de centre gauche. Il y parvient après une longue crise le 27 mars[2].
- 24 mars : Luciano Lama (it) est élu secrétaire général de la CGIL[1].

- 3 mai : Leonardo Murialdo est canonisé par le pape Paul VI[3].
- 14 mai : le Parlement italien approuve le « statut des travailleurs »[4] (loi n° 300 du 20 mai 1970 portant dispositions relatives à la sauvegarde de la liberté et de la dignité des travailleurs, de la liberté et des activités syndicales sur les lieux de travail et dispositions relatives au placement[5].).

- 7-8 juin : premières élections régionales[6]. DC : 37,8 %, PCI : 27,9 %, parti socialiste italien : 10,4 %[7].
- 6 juillet : Rumor démissionne à la veille d’une grève générale. Il est remplacé par Emilio Colombo qui forme à son tour un gouvernement de centre gauche le 6 août[2].

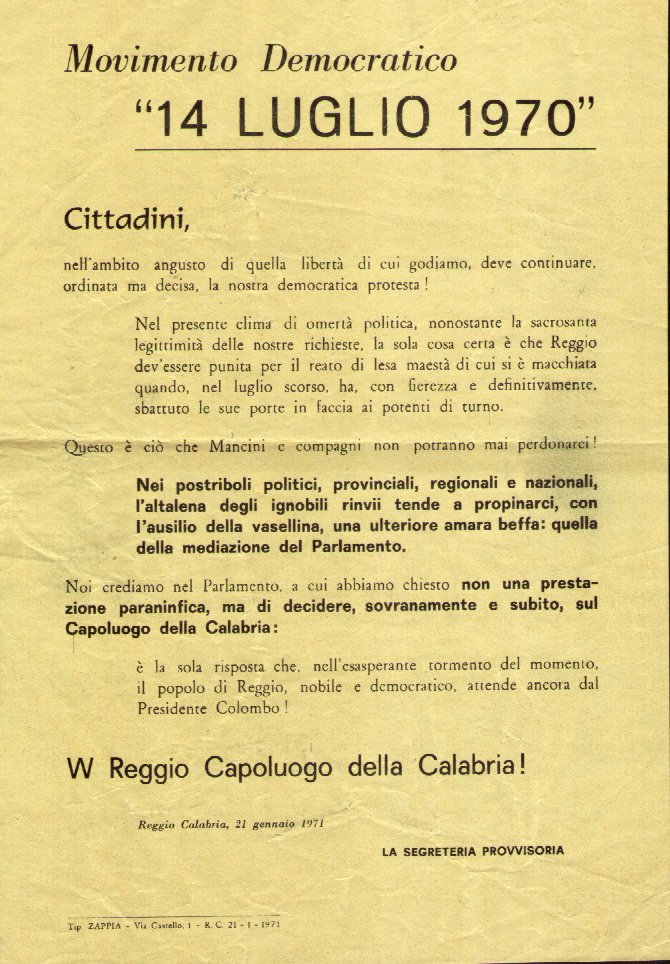
Un tract publié pendant le Fatti di Reggio

- 14 juillet : début du Fatti di Reggio. Des émeutes éclatent à Reggio de Calabre parce que la loi confère à Catanzaro les privilèges de chef-lieu régional[8].
- 20 juillet : un attentat contre le train Palerme-Turin dans la gare de Gioia Tauro, en Calabre, tue 6 voyageurs et blesse 66 personnes[8].
- 26 juillet : mariage d'Al Bano et de Romina Power à Cellino San Marco[9].
- Juillet : publication sur les murs de Rome du manifeste « Rivolta Femminile », texte fondateur du groupe éponyme fondé à Milan en juin, signé par Carla Accardi, Elvira Banotti et Carla Lonzi[10]. Les groupes féministes se multiplient après 1970.

- 11 septembre : une tornade entre Padoue et Venise fait 36 morts et plus de 500 blessés[11].
- 15-18 septembre : visite officielle du ministre des Affaires étrangères Aldo Moro en Iran[12].
- 16 septembre : enlèvement du journaliste de L'Ora Mauro De Mauro à Palerme, vraisemblablement liée à l'affaire Mattei. Son corps n'est jamais retrouvé[13].
- 20 septembre : célébration du centenaire de la brèche de Porta Pia[14].
- 26 septembre : les cinq jeunes « anarchistes de la Baracca », se rendant à Rome pour livrer des documents concernant l'attentat de Gioia Tauro et la révolte de Reggio, meurent dans un mystérieux accident sur l'Autostrada del Sole[8].

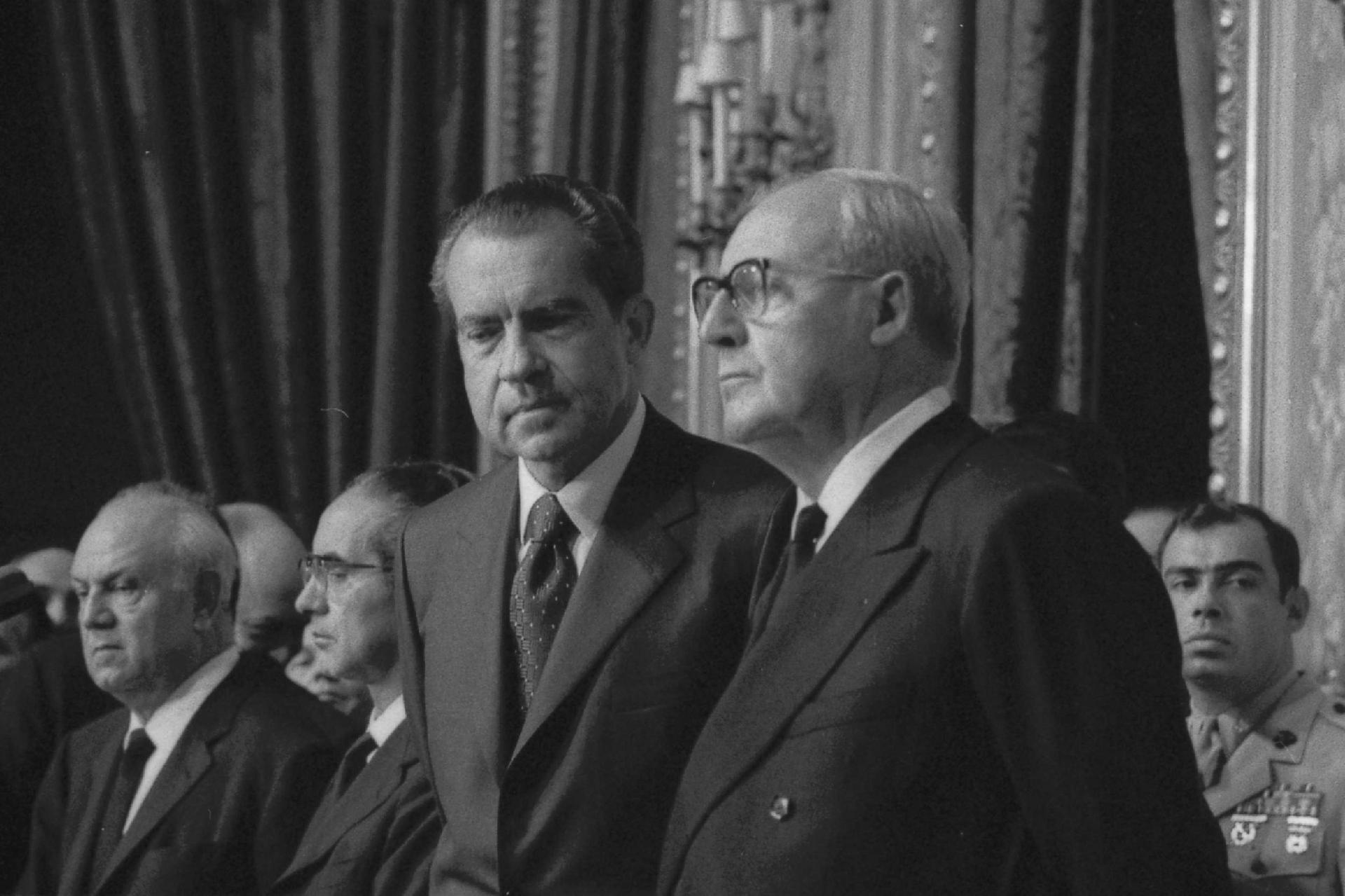
Giuseppe Saragat reçoit au Quirinal Richard Nixon le 28 septembre 1970.

- 27 septembre : manifestations contre la guerre du Vietnam lors de la  visite du président américain Richard Nixon à Rome[15].

- 5 octobre : enlèvement à Gênes de Sergio Gadolla, fils d'un riche industriel, par des militants de l'organisation armée d'extrême gauche Gruppo XXII Ottobre (it). Il est libéré contre rançon le 10 octobre[16].
- 7 octobre : le colonel Kadhafi ordonne l'expulsion de 20 000 Italiens de Libye après avoir confisqué leurs biens[17].
- 7-8 octobre : les inondations à Gênes font 35 morts et 8 disparus[18].
- 9 octobre : le Sénat italien approuve la loi sur le divorce[19].
- 20 octobre : fondation des Brigades rouges à Milan[20].

- 6 novembre : reconnaissance mutuelle des gouvernements de l'Italie et de la République populaire de Chine[12].
- 24 novembre : vote par le Parlement de la loi Fortuna-Baslini légalisant le divorce (loi n. 898 du 1er décembre 1970), qui entre en vigueur le 18 décembre[19].
- 7-8 décembre : échec de la tentative de coup d'État de Borghese par l’extrême droite contre le minière de l'intérieur à Rome[8].
- 12 décembre : lors d'une manifestation étudiante à Milan pour marquer l'anniversaire du massacre de la Piazza Fontana Saverio Saltarelli, un jeune étudiant est tué par une grenade lacrymogène lors de violents affrontements avec la police[21].

## Économie
- Début d'une phase inflationniste[22].
- Par rapport au PIB : 
  - 33,9 % de dépenses publiques
  - 31,2 % de recettes publiques
  - déficit à 2,7 %

## Culture

### Cinéma
- 1er août : 15e cérémonie des David di Donatello.
- Box-office Italie 1970-1971

#### Films italiens sortis en 1970
- 14 novembre : Sledge (Un homme nommé Sledge), film de Vic Morrow
- 24 décembre : Brancaleone alle crociate (Brancaleone s'en va-t'aux croisades), film de Mario Monicelli

#### Mostra de Venise
Cette année-là, pas de jury, pas de palmarès. Un hommage est rendu à Orson Welles.
- Lion d'or : non décerné
- Coupe Volpi pour la meilleure interprétation féminine : non décerné
- Coupe Volpi pour la meilleure interprétation masculine : non décerné

### Littérature

#### Prix et récompenses
- Prix Strega : Guido Piovene Le stelle fredde (Mondadori)
- Prix Bagutta : Alberto Vigevani, L'invenzione, (Vallecchi)
- Prix Campiello : Mario Soldati, L'attore
- Prix Napoli : Carlo Cassola, Una relazione (Einaudi)
- Prix Viareggio : Nello Saito, Dentro e fuori

## Naissances en 1970
- 13 janvier : Marco Pantani, coureur cycliste. († 14 février 2004).
- 16 février : Angelo Cipolloni, athlète, spécialiste du 100 mètres et du 200 mètres.
- 13 juillet : Fabiano Alborghetti, écrivain, poète, dramaturge et photographe.
- 15 septembre : Mauro Bertarelli, footballeur.
- 29 décembre : Enrico Chiesa, footballeur.

## Décès en 1970
- 12 janvier : Leopoldo Conti, 68 ans, footballeur et entraîneur. (° 12 avril 1901)
- 13 juin : Giorgio Cencetti, 62 ans, paléographe et universitaire italien. (° 30 janvier 1908)
- 23 juillet : Amadeo Bordiga, 81 ans, dirigeant révolutionnaire et théoricien marxiste, l’un des fondateurs du Parti communiste italien. (° 13 juin 1889)
- 6 novembre : Leonida Barboni, 60 ans, directeur de la photographie. (° 23 novembre 1909)